# Ljunghia
Ljunghia es un género de ácaros perteneciente a la familia  Laelapidae.

## Especies
- Ljunghia africana Fain, 1991
- Ljunghia bristowi (Finnegan)
- Ljunghia hoggi Domrow, 1975
- Ljunghia minor Fain, 1989
- Ljunghia novaecaledoniae Fain, 1991
- Ljunghia pulleinei Womersley, 1956
- Ljunghia rainbowi Domrow, 1975
- Ljunghia selenocosmiae Oudemans, 1932